# Honoré-Joseph Coppieters
Pour les articles homonymes, voir Coppieters.
Honoré-Joseph Coppieters, né le 30 mars 1874 à Overmere, en Flandre-Orientale, et mort le 20 décembre 1947 à Gand, est un prêtre belge, vingt-sixième évêque de Gand.

## Biographie
Ordonné prêtre le 19 décembre 1896, Honoré-Joseph Coppieters est professeur d’exégèse biblique et d’hébreu à l’université catholique de Louvain de 1900 à 1920. Évêque titulaire d’Hélénopolis-en-Bithynie (de) en 1927, Coppieters succède à Émile-Jean Seghers en mai de la même année en tant qu'évêque de Gand.